# Іллуянка
Іллуянка — міфічна істота, змій у хетській міфології.
Оповідь про Іллуянка викладено у написах головного святилища хетського бога грози в Нериці і присвячувалося святкуванню Нового року. Збереглися дві версії оповіді.
За першою версією Іллуянка, змієподібний величезний монстр переміг у запеклій сутичці бога грози Ішкура (відомому також під ім'ям Тару). Тоді мати богів Інара вирішила допомогти Ішкуру. Вона підготувала все для бенкету та наповнила великий посуд алкогольними напоями. Щоб перехитрити Ілуянку, вона все ж таки потребувала допомоги людини. Тому богиня звернулася до якогось Гупасія. Той погодився допомогти, проте зажадав, щоб Інара спочатку з ним переспала. Богиня погодилася і взяла людину з собою на бенкет, на який також був запрошений і змій дракон Іллуянка зі своїми дітьми. Драконяча родина напилася вдосталь, сп'яніла і вже не могла нормально пересуватися чи бігти. Гупасія зв'язав драконів так, що бог грози зміг вбити їх. Інара взяла людину з собою у далекі краї, щоб там жити з нею. Її умовою було, щоб Гупасія ніколи не дивився у вікна. Чоловік протримався 20 днів, проте потім цікавість взяла гору, і він визирнув у вікно. За вікном далеко побачив Гупасія свою земну дружину і дітей, залишених ним. Сповнений туги, він звернувся до богині з проханням дозволити йому піти. Кінець переказу не зберігся. Ймовірно, Інара вбила Гупасія за його непослух і порушення обітниці.
Згідно з другою версією легенди про Іллуянка, роль людини значущіша. І в цьому випадку Іллуянці вдалося перемогти бога грози Ішкура, причому як трофей змій дракон вирвав його серце та очі. Повністю беззахисний, бог одружився з дочкою однієї «бідної людини», яка народила Ішкуру сина. Коли син виріс, він посватався до дочки Іллуянки і зажадав у посаг серця та очі свого батька. Змій погодився. Коли бог грози отримав свої органи, він одужав, і знову розпочав боротьбу з Іллуянкою. Цього разу він переміг і вбив монстра, а разом із ним і свого власного сина, який став членом зміїної родини.
Легенди про хетського дракона Іллуянка відповідають подібним до хурритського чудовиська Гадамму.